# N915 (België)
De N915 is een gewestweg in de Belgische provincie Namen. Deze weg verbindt Anthée met Mesnil-Saint-Blaise
De totale lengte van de N915 bedraagt ongeveer 16 kilometer.

## Plaatsen langs de N915
- Anthée
- Miavoye
- Maurenne
- Hastière-Lavaux
- Hastière-par-delà
- Blaimont
- Mesnil-Saint-Blaise